# Debreceni VSC
Debreceni VSC je maďarský fotbalový klub sídlící ve městě Debrecín. Byl založen roku 1902, hřištěm klubu je Stadion ve Velkém Lese s kapacitou 20 000 diváků.

## Domácí tituly
Vítězství v 1. maďarské lize (7)
- 2004/05, 2005/06, 2006/07, 2008/09, 2009/10, 2011/12, 2013/14

Vítězství v maďarském fotbalovém poháru (6)
- 1998/99, 2000/01, 2007/08[1], 2009/10[2], 2011/12[3][4], 2012/13[3][5]

Vítězství v maďarském Superpoháru (5)
- 2005, 2006, 2007, 2009, 2010